# William Doyle
William Martin Doyle, do roku 2016 vystupující pod pseudonymem East India Youth (* 1991), je elektronický hudebník z Bournemouth v Anglii. Jméno East India Youth pochází z názvu oblasti East India Docks ve východním Londýně, kde Doyle žil během psaní svého prvního alba Total Strife Forever. To bylo vydáno 13. ledna 2014 a nominováno na Barclaycard Mercury Music Prize. 27. ledna 2015 vydal své druhé studiové album, Culture of Volume.

## Diskografie

### Jako East India Youth
- Total Strife Forever (2014)
- Culture of Volume (2015)

### Pod vlastním jménem
- The Dream Derealised (2016)
- Lightnesses (2017)
- Near Future Residence (2018)
- Your Wilderness Revisited (2019)
- Great Spans of Muddy Time (2021)
- Springs Eternal (2024)